# Маданг
Маданг (англ. Madang) — місто в Папуа Новій Гвінеї. Населення становить 29 339 мешканців (2013). Адміністративний центр провінції Маданг.

## Географія
Місто Маданг розташоване на північному узбережжі Папуа Нової Гвінеї, у його центрі, у бухті Астролябія Новогвінейського моря. Маданг відділений від внутрішніх районів Нової Гвінеї скелями, що створює труднощі для сполучення з ним у період дощів. З іншого боку, завдяки близько розташованим скелям і морю у Маданзі зберігається достатньо м'який для європейців клімат.

### Клімат
Місто знаходиться у зоні, котра характеризується вологим тропічним кліматом. Найтепліший місяць — січень із середньою температурою 26.7 °C (80 °F). Найхолодніший місяць — липень, із середньою температурою 26.1 °С (79 °F).
| Клімат Маданга          | Клімат Маданга | Клімат Маданга | Клімат Маданга | Клімат Маданга | Клімат Маданга | Клімат Маданга | Клімат Маданга | Клімат Маданга | Клімат Маданга | Клімат Маданга | Клімат Маданга | Клімат Маданга | Клімат Маданга |
| Показник                | Січ.           | Лют.           | Бер.           | Квіт.          | Трав.          | Черв.          | Лип.           | Серп.          | Вер.           | Жовт.          | Лист.          | Груд.          | Рік            |
| Абсолютний максимум, °C | 33             | 33             | 33             | 33             | 32             | 32             | 32             | 32             | 33             | 32             | 32             | 33             | 33             |
| Середній максимум, °C   | 30             | 30             | 30             | 30             | 30             | 30             | 29             | 29             | 30             | 30             | 30             | 30             | 30             |
| Середня температура, °C | 26             | 26             | 26             | 26             | 26             | 26             | 26             | 26             | 26             | 26             | 26             | 26             | 26             |
| Середній мінімум, °C    | 23             | 23             | 23             | 23             | 23             | 22             | 22             | 22             | 22             | 22             | 23             | 23             | 23             |
| Абсолютний мінімум, °C  | 21             | 20             | 21             | 21             | 20             | 20             | 20             | 19             | 19             | 20             | 20             | 19             | 19             |
| Норма опадів, мм        | 330            | 290            | 340            | 440            | 370            | 200            | 170            | 120            | 140            | 280            | 400            | 390            | 3520           |
| ----------------------- | -------------- | -------------- | -------------- | -------------- | -------------- | -------------- | -------------- | -------------- | -------------- | -------------- | -------------- | -------------- | -------------- |
| Джерело: Weatherbase    |                |                |                |                |                |                |                |                |                |                |                |                |                |

## Історія
Першим європейцем, який відвідав територію сучасного Мадонгу, був російсько-український вчений і мандрівник М. М. Миклухо-Маклай, який оселився на березі бухти Астролябія 1871 року, і прожив тут 15 місяців.
Місто Маданг було засноване 1886 року під назвою Фрідріх-Вільгельмсхафен на території Земля кайзера Вільгельма, у північно-східній частині острову Нова Гвінея, що була під контролем Германської Новогвінейської компанії. У період з вересня 1892 по 1899 рік Маданг був центром правління Компанії і керування підлеглої їй території. За 2 кілометри від міста, на острові Сіар, було створену німецьку лютеранську місію. Після передачі володінь Компанії до ведення Германської імперії 1899 року адміністративний центр німецьких володінь на Новій Гвінеї було перенесено до міста Рабаул на острові Нова Померанія (зараз — Нова Британія).
Після Першої світової війни Маданг, як і територія усієї германської Нової Гвінеї, стає підвласною територію Австралії. Під час Другої світової війни 1942 року місто було захоплене японськими військами. Звільнене австралійськими частинами у квітні 1944 року.
Маданг вважається одним з найкрасивіших міст Папуа Нової Гвінеї.

## Економіка
Для промисловості та сільського господарства важливим є імпорт товарів. Є великі плантації кокосових пальм, вирощується кардамон. Розвинене виробництво копри.

## Національні особливості
У провінції Маданг розмовляють 173-ма мовами, деякі з них дуже відрізняються від інших.

## Зображення
|                |                  |
| Лагуна Маданга | Аеропорт Маданга |